# Nestima prolixa
Nestima prolixa är en tvåvingeart som först beskrevs av Walker 1861.  Nestima prolixa ingår i släktet Nestima och familjen skridflugor. Inga underarter finns listade i Catalogue of Life.